# Alexander Petrowitsch Kowalenko
Alexander Petrowitsch Kowalenko (russisch Александр Петрович Коваленко; armenisch Ալեքսանդր Պյոտրի Կովալենկո; * 9. August 1943 in Polewskoi, Russische SFSR; † 1. April 2002 in Jerewan, Armenien) war ein sowjetisch-armenischer Fußballspieler.

## Leben und Karriere
Alexander Kowalenko wurde 1943 im russischen Polewskoi geboren. Das professionelle Fußballspielen begann er 1960 beim armenischen Club Ararat Jerewan, dem er seine gesamte Karriere über treu bleiben sollte. 1963 stieg Kowalenko mit seinem Verein aus der höchsten sowjetischen Liga ab, wo jedoch der direkte Wiederaufstieg gelang. Sein größter Erfolg mit Ararat war unter Trainer Nikita Simonjan in der Saison 1973 der Gewinn des sowjetischen Doubles, als man Meisterschaft und sowjetischen Pokal holte. Mit Ararat zog er dann im Folgejahr in den Europapokal der Landesmeister 1974/75, wo man erst im Viertelfinale am FC Bayern München scheiterte. Kowalenko war dabei an allen vier europäischen Spielen beteiligt. Nach dem Ararat 1975 erneut den sowjetischen Pokal gewinnen konnte, beendete er seine Karriere als aktiver Fußballspieler.
Er starb am 1. April 2002 in Jerewan.
| Personendaten    | Personendaten                            |
| ---------------- | ---------------------------------------- |
| NAME             | Kowalenko, Alexander Petrowitsch         |
| ALTERNATIVNAMEN  | Коваленко, Александр Петрович (russisch) |
| KURZBESCHREIBUNG | sowjetisch-armenischer Fußballspieler    |
| GEBURTSDATUM     | 9. August 1943                           |
| GEBURTSORT       | Polewskoi, Russische SFSR                |
| STERBEDATUM      | 1. April 2002                            |
| STERBEORT        | Jerewan, Armenien                        |